# Ortenburger Erbstreit (Kärnten)
Der Ortenburger Erbstreit war eine Auseinandersetzung um den Besitz der Grafschaft Ortenburg in Kärnten ab dem 15. Jahrhundert.

## Verlauf
Nach dem Aussterben der Grafen von Cilli im Jahre 1456 beanspruchten die bayrischen Reichsgrafen von Ortenburg, ein Zweig der Adelsfamilie der Spanheimer, fälschlicherweise die Grafschaft Ortenburg in Kärnten. Die bayrischen Ortenburger nahmen an, dass ihre Familie die Begründer dieser Linie gewesen waren, kamen doch die Regenten der Kärntner Grafschaft Ortenburg aus Bayern und die Regenten der bayrischen Reichsgrafschaft Ortenburg aus Kärnten. Doch weder eine agnatische noch eine eheliche Verbindung zwischen den beiden Häusern ließ sich bis heute nachweisen.
Um seine Erbansprüche zu festigen, folgte der bayrische Ortenburger Graf Johann II., Sohn Sebastians I., dem Ruf des römisch-deutschen Königs Maximilians I. gegen die Schweiz. Angeblich habe dieser versprochen, Johannes im Gegenzug mit der Grafschaft Ortenburg in Kärnten zu belehnen und ihn mit der reichen Erbtochter des letzten Herren von Wallsee zu vermählen. Johannes II. fiel jedoch beim Angriff zum Entsatz der belagerten Burg Dorneck, südlich von Basel. So blieb die Kärntner Grafschaft weiterhin in anderwärtigem Besitz.
Im Jahre 1530 nahm der damals in Ortenburg (Bayern) regierende Graf Christoph I. am Reichstag in Augsburg teil, wo er zu seinem Erstaunen einen Grafen von Ortenburg antraf: Graf Gabriel von Salamanca-Ortenburg. Dieser war 1524 im Gefolge des späteren Kaisers Karl V. nach Deutschland gekommen und mit der Kärntner Grafschaft belehnt worden. Der Einspruch Christophs und seiner Verbündeten beim Kaiser, als eigentliche Erben der Grafschaft in Kärnten anerkannt zu werden, blieb erfolglos. So nannte Christoph sein Geschlecht von nun an Grafen von Ortenburg des älteren Geschlechtes und den Ort von Ortenberg in Ortenburg um. Ursprünglich hießen die bayrische Grafschaft und das Geschlecht nach dem Ort Ortenberg.
Als weiteres Zeichen der Erbansprüche nahmen die bayrischen Ortenburger Mitte des 16. Jahrhunderts das Wappen der Kärntner Grafschaft in ihr Erbwappen mit auf.
Die Erbansprüche der bayrischen Ortenburger wurden bis Mitte des 18. Jahrhunderts beibehalten und erst danach aufgegeben. Das Erbwappen wurde Mitte des 19. Jahrhunderts wieder in den ursprünglichen silbernen Wechselzinnenbalken auf rotem Grund geändert.